# Fernan Soares de Quinhones
Fernan Soares de Quinhones (fl. XIII secolo) è stato un trovatore asturiano, del secondo terzo del XIII secolo.
È autore di cinque componimenti poetici: quattro cantigas de escarnio e una satira morale. 